# یوهانس بیئک
یوهانس بیئک (دانمارکی: Johannes Birk; ۵ سپتامبر ۱۸۹۳ – ۱۸ فوریهٔ ۱۹۶۱) ژیمناست هنری اهل دانمارک بود.